# Rucphen
Rucphen, anteriormente llamado Rucphen en Vorenseinde, es un municipio de la provincia de Brabante Septentrional en los Países Bajos. El 30 de abril de 2017 contaba con una población de 23.399 habitantes, en un área de 64,47 km², de los que 0,06 km² corresponden a la superficie ocupada por el agua, con una densidad de 348 h/km².  
El municipio fue creado en 1810 por Luis Napoleón Bonaparte, rey de Holanda, con el nombre de comuna de Sprundel, como se denomina el más antiguo de los cinco núcleos de población que forman el municipio.

## Galería de imágenes

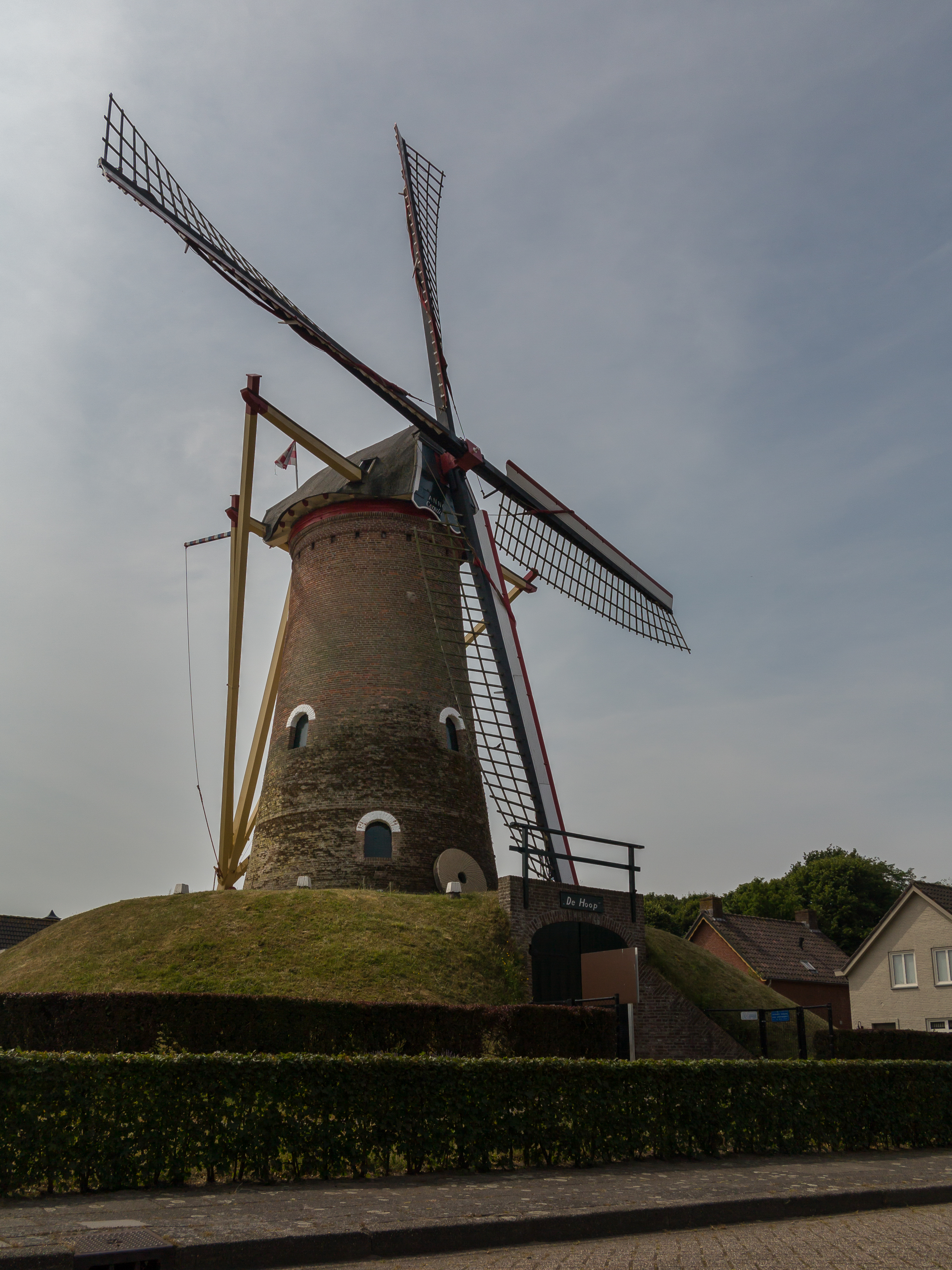
Sprundel: molino De Hoop
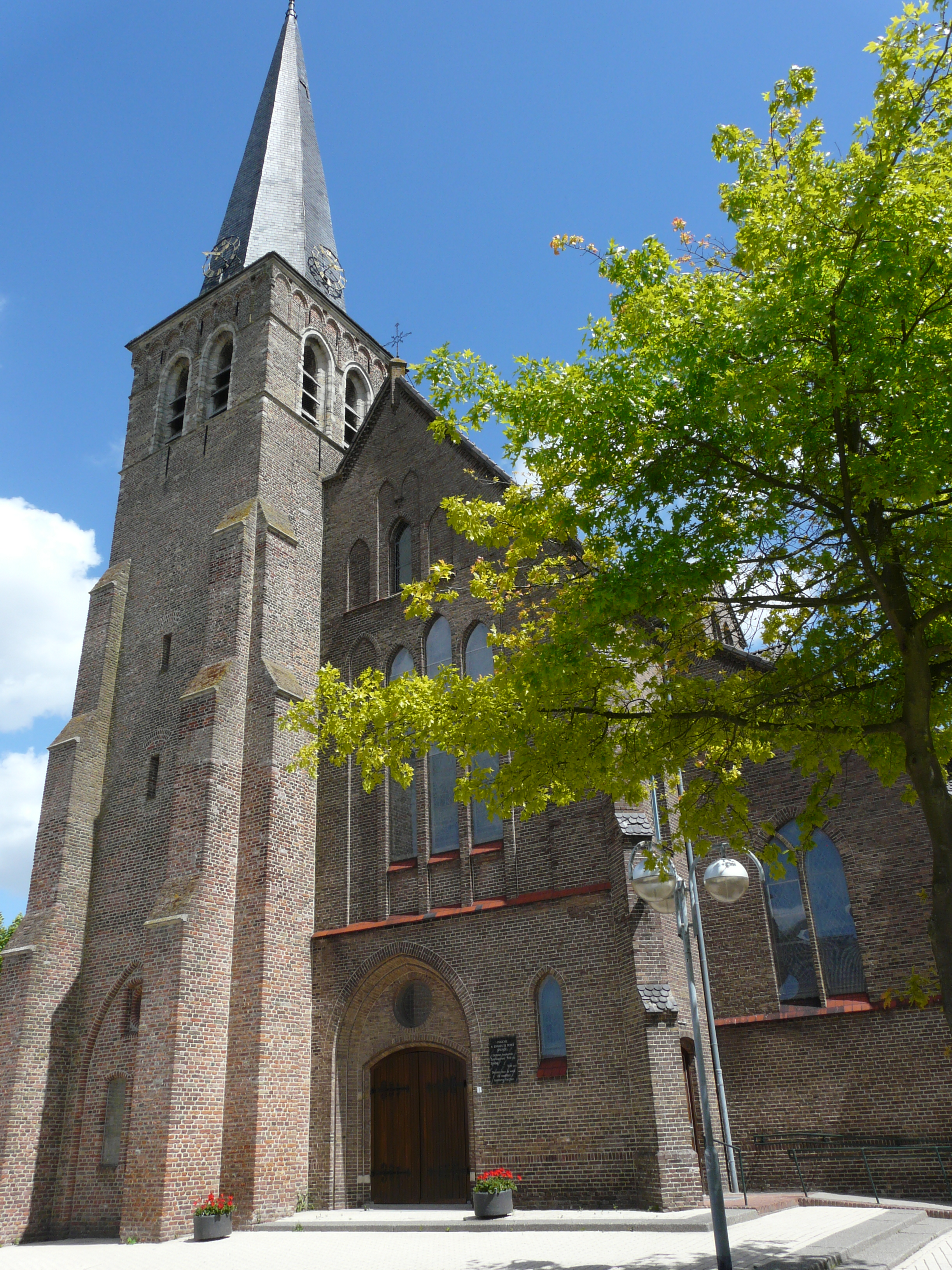
Sprundel: iglesia de Juan el Bautista
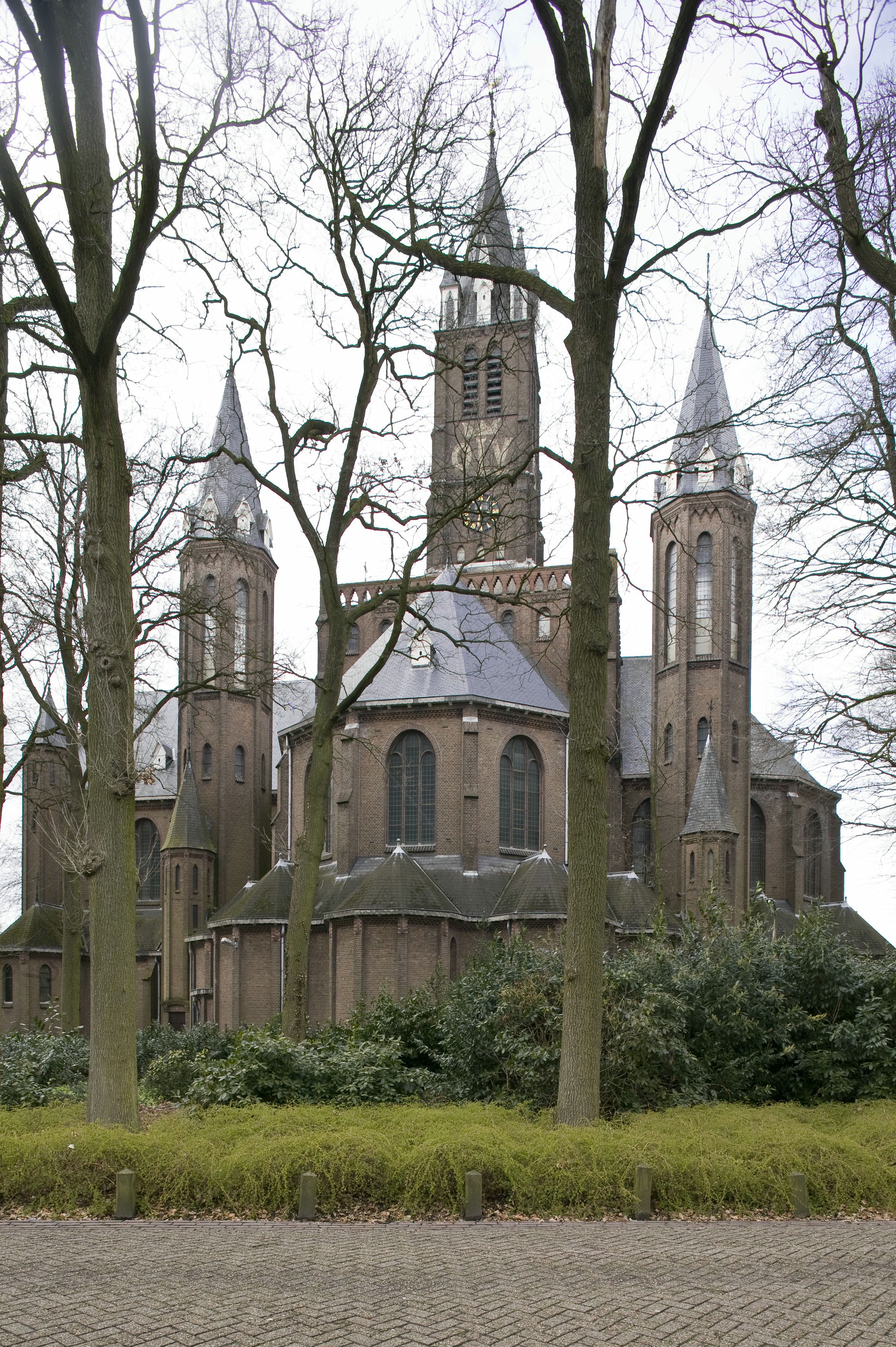
Sint Willebrord: iglesia de Sint Willebrord
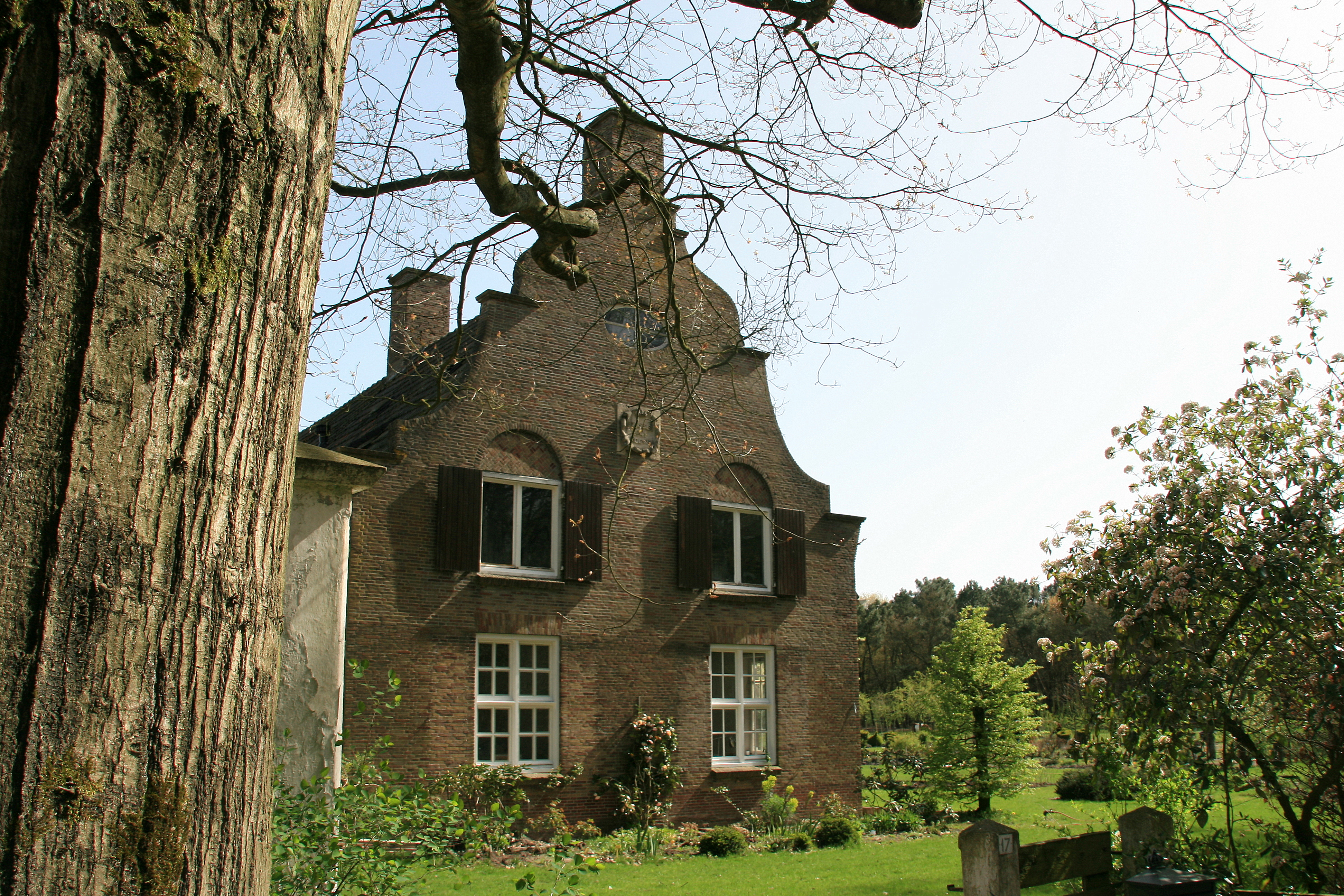
Schijf: granja
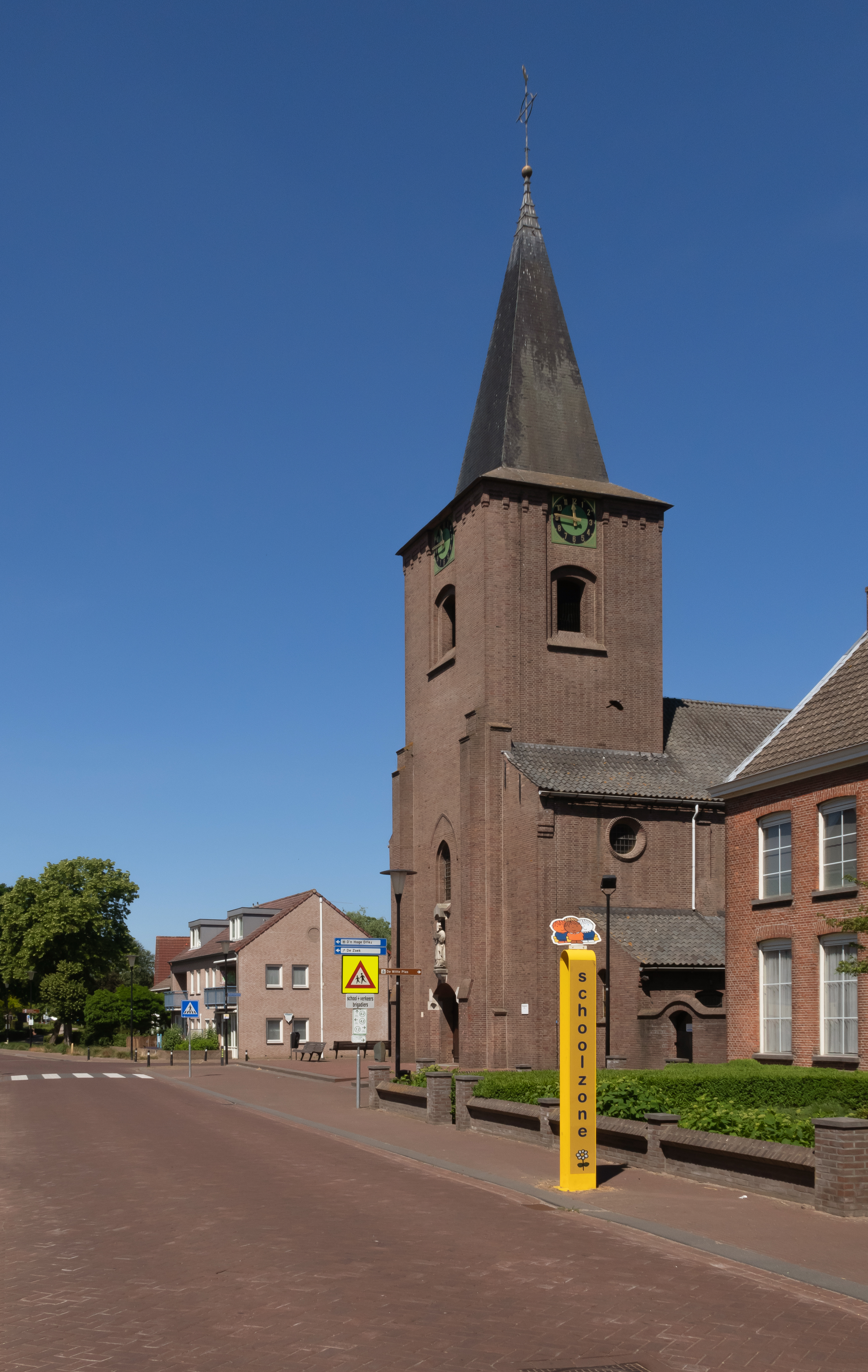
Schijf: iglesia (de Sint Martinuskerk)